# Subdivisões do Tartaristão

Mapa administrativo do Tartaristão

O Tartaristão, uma das 21 Repúblicas da Rússia, está dividido administrativamente em 43 distritos (raions) e 22 cidades (14 sob jurisdição da república e 8 sob jurisdição dos distritos), 18 assentamentos de tipo urbano e 3 075 localidades rurais (estes dois últimos sob jurisdição dos distritos).

## Cidades sob jurisdição da República
Abaixo as 14 cidades sob jurisdição direta da República do Tartaristão:
- Kazan (Казань) (capital)
  - Distritos urbanos:
    - Aviastroitelny (Авиастроительный)
    - Kirovsky (Кировский)
    - Moskovsky (Московский)
    - Novo-Savinovsky (Ново-Савиновский)
    - Privolzhsky (Приволжский)
    - Sovetsky (Советский)
    - Vakhitovsky (Вахитовский)
- Almetyevsk (Альметьевск)
- Aznakayevo (Азнакаево)
- Bavly (Бавлы)
- Bugulma (Бугульма)
- Buinsk (Буинск)
- Chistopol (Чистополь)
- Leninogorsk (Лениногорск)
- Naberezhnye Chelny (Набережные Челны)
- Nizhnekamsk (Нижнекамск)
- Nurlat (Нурлат)
- Yelabuga (Елабуга)
- Zainsk (Заинск)
- Zelenodolsk (Зеленодольск)

## Distritos (raions)
Abaixo os 43 distritos sob jurisdição direta da República do Tartaristão e suas respectivas subdivisões:
- Agryzsky (Агрызский)
  - Cidades sob jurisdição do distrito:
    - Agryz (Агрыз)

  - com 21 assentamentos rurais sob jurisdição do distrito.
- Aksubayevsky (Аксубаевский)
  - Assentamentos de tipo urbano sob jurisdição do distrito:
    - Aksubayevo (Аксубаево)

  - com 20 assentamentos rurais sob jurisdição do distrito.
- Aktanyshsky (Актанышский)
  - com 27 assentamentos rurais sob jurisdição do distrito.
- Alexeyevsky (Алексеевский)
  - Assentamentos de tipo urbano sob jurisdição do distrito:
    - Alexeyevskoye (Алексеевское)

  - com 19 assentamentos rurais sob jurisdição do distrito.
- Alkeyevsky (Алькеевский)
  - com 21 assentamentos rurais sob jurisdição do distrito.
- Almetyevsky (Альметьевский)
  - Assentamentos de tipo urbano sob jurisdição do distrito:
    - Nizhnyaya Maktama (Нижняя Мактама)

  - com 36 assentamentos rurais sob jurisdição do distrito.
- Apastovsky (Апастовский)
  - Assentamentos de tipo urbano sob jurisdição do distrito:
    - Apastovo (Апастово)

  - com 21 assentamentos rurais sob jurisdição do distrito.
- Arsky (Арский)
  - Cidades sob jurisdição do distrito:
    - Arsk (Арск)

  - com 29 assentamentos rurais sob jurisdição do distrito.
- Atninsky (Атнинский)
  - com 12 assentamentos rurais sob jurisdição do distrito.
- Aznakayevsky (Азнакаевский)
  - Assentamentos de tipo urbano sob jurisdição do distrito:
    - Aktyubinsky (Актюбинский)

  - com 26 assentamentos rurais sob jurisdição do distrito.
- Baltasinsky (Балтасинский)
  - Assentamentos de tipo urbano sob jurisdição do distrito:
    - Baltasi (Балтаси)

  - com 16 assentamentos rurais sob jurisdição do distrito.
- Bavlinsky (Бавлинский)
  - com 13 assentamentos rurais sob jurisdição do distrito.
- Bugulminsky (Бугульминский)
  - Assentamentos de tipo urbano sob jurisdição do distrito:
    - Karabash (Карабаш)

  - com 17 assentamentos rurais sob jurisdição do distrito.
- Buinsky (Буинский)
  - com 30 assentamentos rurais sob jurisdição do distrito.
- Cheremshansky (Черемшанский)
  - com 19 assentamentos rurais sob jurisdição do distrito.
- Chistopolsky (Чистопольский)
  - com 23 assentamentos rurais sob jurisdição do distrito.
- Drozhzhanovsky (Дрожжановский)
  - com 19 assentamentos rurais sob jurisdição do distrito.
- Kamsko-Ustyinsky (Камско-Устьинский)
  - Assentamentos de tipo urbano sob jurisdição do distrito:
    - Kamskoye Ustye (Камское Устье)
    - Kuybyshevsky Zaton (Куйбышевский Затон)
    - Tenishevo (Тенишево)

  - com 17 assentamentos rurais sob jurisdição do distrito.
- Kaybitsky (Кайбицкий)
  - com 17 assentamentos rurais sob jurisdição do distrito.
- Kukmorsky (Кукморский)
  - Assentamentos de tipo urbano sob jurisdição do distrito:
    - Kukmor (Кукмор)

  - com 29 assentamentos rurais sob jurisdição do distrito.
- Laishevsky (Лаишевский)
  - Cidades sob jurisdição do distrito:
    - Laishevo (Лаишево)

  - com 24 assentamentos rurais sob jurisdição do distrito.
- Leninogorsky (Лениногорский)
  - com 24 assentamentos rurais sob jurisdição do distrito.
- Mamadyshsky (Мамадышский)
  - Cidades sob jurisdição do distrito:
    - Mamadysh (Мамадыш)

  - com 33 assentamentos rurais sob jurisdição do distrito.
- Mendeleyevsky (Менделеевский)
  - Cidades sob jurisdição do distrito:
    - Mendeleyevsk (Менделеевск)

  - com 14 assentamentos rurais sob jurisdição do distrito.
- Menzelinsky (Мензелинский)
  - Cidades sob jurisdição do distrito:
    - Menzelinsk (Мензелинск)

  - com 19 assentamentos rurais sob jurisdição do distrito.
- Muslyumovsky (Муслюмовский)
  - com 19 assentamentos rurais sob jurisdição do distrito.
- Nizhnekamsky (Нижнекамский)
  - Assentamentos de tipo urbano sob jurisdição do distrito:
    - Kamskiye Polyany (Камские Поляны)

  - com 15 assentamentos rurais sob jurisdição do distrito.
- Novosheshminsky (Новошешминский)
  - com 15 assentamentos rurais sob jurisdição do distrito.
- Nurlatsky (Нурлатский)
  - com 25 assentamentos rurais sob jurisdição do distrito.
- Pestrechinsky (Пестречинский)
  - com 22 assentamentos rurais sob jurisdição do distrito.
- Rybno-Slobodsky (Рыбно-Слободский)
  - Assentamentos de tipo urbano sob jurisdição do distrito:
    - Rybnaya Sloboda (Рыбная Слобода)

  - com 27 assentamentos rurais sob jurisdição do distrito.
- Sabinsky (Сабинский)
  - Assentamentos de tipo urbano sob jurisdição do distrito:
    - Bogatyye Saby (Богатые Сабы)

  - com 19 assentamentos rurais sob jurisdição do distrito.
- Sarmanovsky (Сармановский)
  - Assentamentos de tipo urbano sob jurisdição do distrito:
    - Dzhalil (Джалиль)

  - com 22 assentamentos rurais sob jurisdição do distrito.
- Spassky (Спасский)
  - Cidades sob jurisdição do distrito:
    - Bolgar (Болгар)

  - com 17 assentamentos rurais sob jurisdição do distrito.
- Tetyushsky (Тетюшский)
  - Cidades sob jurisdição do distrito:
    - Tetyushi (Тетюши)

  - com 31 assentamentos rurais sob jurisdição do distrito.
- Tukayevsky (Тукаевский)
  - com 23 assentamentos rurais sob jurisdição do distrito.
- Tyulyachinsky (Тюлячинский)
  - com 13 assentamentos rurais sob jurisdição do distrito.
- Verkhneuslonsky (Верхнеуслонский)
  - com 19 assentamentos rurais sob jurisdição do distrito.
- Vysokogorsky (Высокогорский)
  - com 29 assentamentos rurais sob jurisdição do distrito.
- Yelabuzhsky (Елабужский)
  - com 15 assentamentos rurais sob jurisdição do distrito.
- Yutazinsky (Ютазинский)
  - Assentamentos de tipo urbano sob jurisdição do distrito:
    - Urussu (Уруссу)

  - com 10 assentamentos rurais sob jurisdição do distrito.
- Zainsky (Заинский)
  - com 22 assentamentos rurais sob jurisdição do distrito.
- Zelenodolsky (Зеленодольский)
  - Assentamentos de tipo urbano sob jurisdição do distrito:
    - Nizhniye Vyazovye (Нижние Вязовые)
    - Vasilyevo (Васильево)

  - com 23 assentamentos rurais sob jurisdição do distrito.